# Álvaro Rosado Osorio
Álvaro Rosado Osorio fue un militar mexicano. Nació en San Juan Bautista (actualmente Villahermosa (Tabasco) y murió en la Ciudad de México.
Sus padres fueron Carlos Rosado Vega y Laura Osorio.
Se sabe que tuvo por lo menos cuatro hermanos: Carlos, Evelio, Ernesto, Hermilo; y una hermana, Laura.
Todos los hermanos sirvieron en el ejército.
Álvaro ingresó como cadete el 6 de noviembre de 1913 al 31.er Regimiento de Infantería, cubriendo vacante de subteniente en el 16.º Regimiento del Arma con fecha 17 de febrero de 1914.
Ingresó al Ejército Constitucionalista el 17 de julio de 1915 como teniente de infantería.

## Hoja de servicios
- 1913-nov-06 - Cadete
- 1914-feb-17 - Subteniente de la milicia auxiliar
- 1917-jul-17 - Teniente de infantería
- 1919-jul-21 - Alumno de la Academia de Estado Mayor
- 1924-ago-11 - Capitán 2.º de Infantería
- 1925-feb-10 - Capitán 2.º ingeniero constructor
- 1929-abr-05 - Capitán 1.º ingeniero constructor
- 1936-ago-01 - Mayor ingeniero constructor
- 1940-ago-01 - Teniente coronel ingeniero
- 1945-ene-01 - Coronel ingeniero constructor

## Cargos públicos
- 1950-1956: Secretaría de Obras Públicas en el estado de Veracruz

## Distinciones

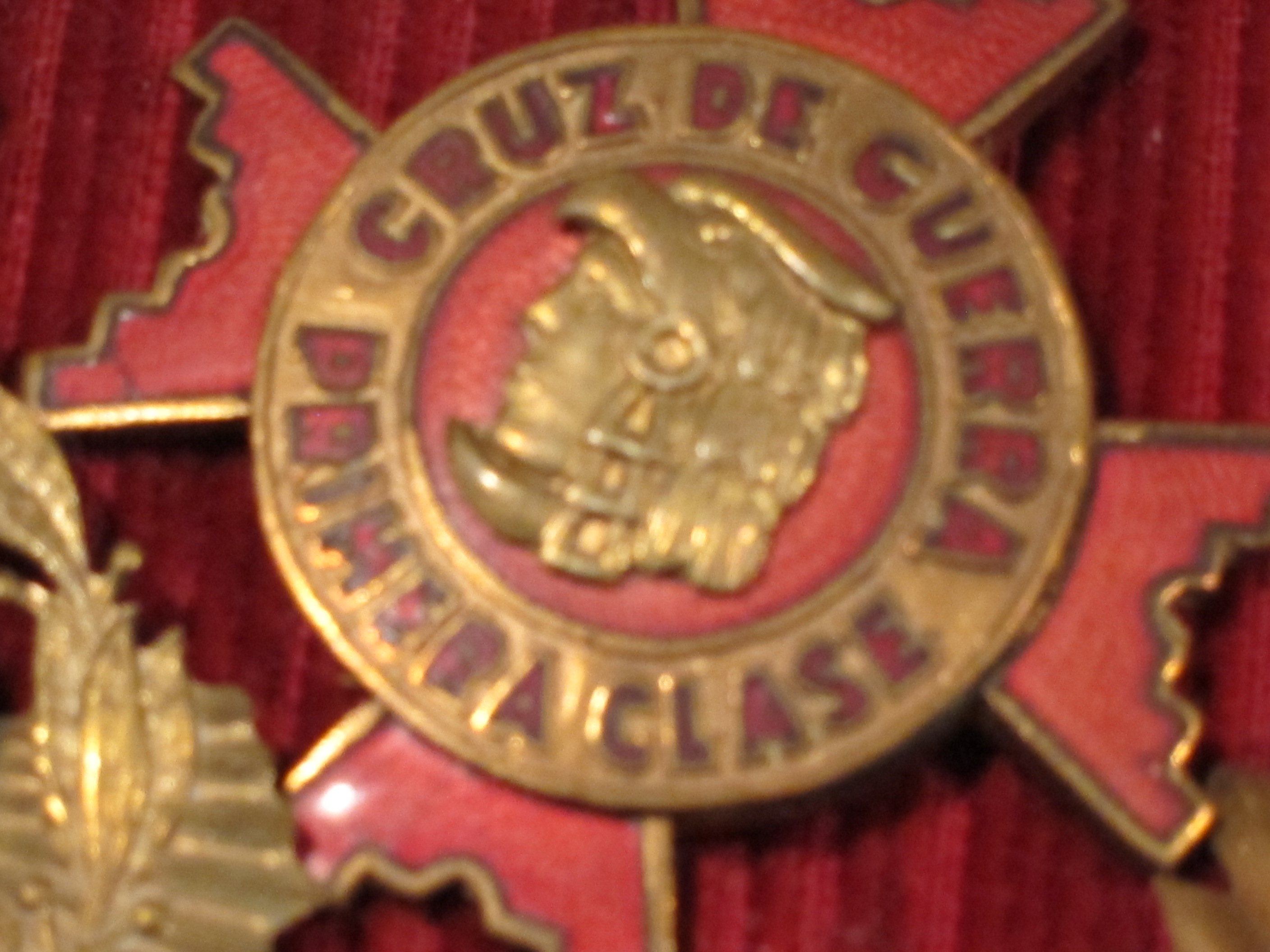
Cruz de Guerra Primera Clase

Durante sus estudios en el Heroico Colegio Militar se distinguió al grado de llegar al rango de Sargento Primero, lo que significa haber sido el mejor alumno de su generación.
En fechas posteriores se sabe que escribió un libro de texto sobre topografía, y es posible que también haya escrito uno sobre artillería. Se desconoce tanto el título de los libros como su paradero.

## Hechos de armas

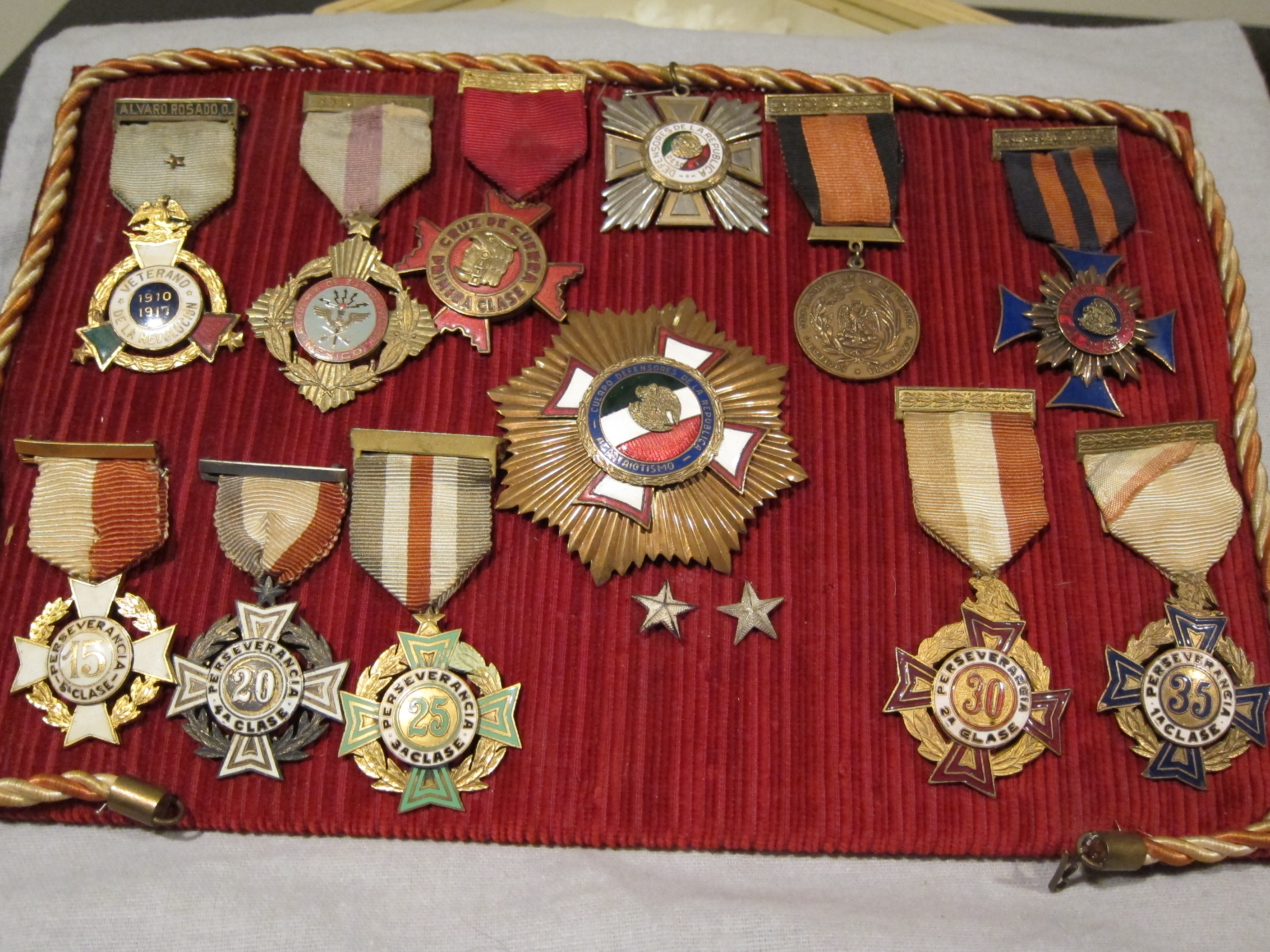
Medallas del Gral. Rosado Osorio.

Lista no exhaustiva; es sólo una muestra:
- 1917
  - 18 de enero: combate en la finca Vall de Corso contra fuerzas no especificadas.
  - 20 de enero: combate en Portillo Zaragoza